# Ісландія (гаряча точка)

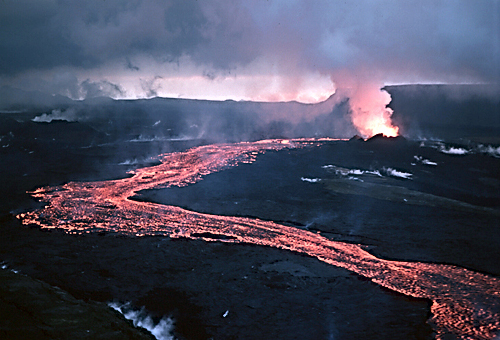
Виверження Краплі, 1984

Активні вулканічні ділянки та системи Ісландії

Серединно-Атлантичний хребет в Ісландії

Ісландська гаряча точка — гаряча точка, яка частково відповідальна за високу вулканічну активність, що сформувала острів Ісландія.

## Опис
Ісландія є одним з найбільш активних вулканічних регіонів світу, де виверження відбуваються в середньому раз на три роки (в 20-му сторіччі в Ісландії та поряд з нею було 39 вивержень). Ісландські виверження забезпечили близько третини всього світового витоку базальтової лави у записаній історії. Деякі значні виверження: Елдґ'я (ісл. Eldgjá, тріщини в вулканічній системі вулкана Катла) в 934 році (найбільше в світі базальтове виверження, щодо якого є письмові свідчення), Лакі в 1783 році (друге за масштабом базальтове виверження, щодо якого є письмові свідчення) та декілька вивержень під льодовиковими шапками, які спричинили руйнівні єкуллойпи (ісл. Jökulhlaup), найбільш недавно в 2010 році після виверження Ейяф'ятлайокютль.
Розташування Ісландії просто на Серединно-Атлантичному Хребті, де розсуваються Євразійська та Північноамериканська плита, частково відповідальне за таку інтенсивну вулканічну активність, але для пояснення, чому Ісландія є досить великим островом, а решта хребта складається переважно з підводних гір, потрібна додаткова причина.
Вважається, що Ісландська гаряча точка це не лише регіон, який має вищу температуру, ніж навколишня мантія, але і має вищу концентрацію води. Наявність води в магмі знижує точку плавлення, і це також може відігравати роль у збільшенні вулканізму в Ісландії.

## Теорії виникнення
Триває дискусія, чи створена ця гаряча точка глибоким плюмом або має походження на значно меншій глибині.
Деякі геологи піддали сумніву, чи має Ісландська гаряча точка таке саме походження, що й інші, наприклад Гавайська. Гавайський острівний ланцюг та Імперські підводні гори демонструють ясний вулканічний слід у часі, спричинений рухом Тихоокеанської плити над Гавайською гарячою точкою, в Ісландії такого сліду не знайдено.
Вважається, що лінія від вулкана Грімсвотн до острова Суртсей показує рух Євразійської плити, а лінія від вулкана Грімсвотн до вулканічного поясу Стнейфельнес показує рух Північноамериканської плити.

### Теорія плюму
Вважається, що під Ісландією є плюм, поверхневим виявленням якого є гаряча точка. Це збільшує вже наявний вулканізм від розходження плит, як в центрі острову, так і на хребті Рейк'янес на південний захід від основної вулканічної зони Ісландії. Вважається, що плюм є досить вузьким, можливо близько 100 км в діаметрі, та заглиблюється на 400—650 км під поверхню Землі, можливо навіть до межі між мантією та ядром.
Дослідження вказують на те, що гаряча точка лише на 50—100 К гарячіша за своє оточення, що може бути недостатньо для забезпечення плавучого плюму.
Також було зроблено припущення, що відсутність сліду руху плюму в часі спричинена тим, що він довгий час розташовувався під товстим Гренландським кратоном.